# Los Suaves
Los Suaves est un groupe de hard rock et rock 'n' roll espagnol, originaire d'Ourense, en Galice,.
Le groupe est formé à la fin des années 1970 par les frères Yosi Domínguez (chant et guitare acoustique) et Charly Domínguez (basse). Ils enregistrent leur premier album (Esta vida me va a matar), après avoir été repérés quand ils ont fait la première partie du groupe de punk The Ramones à La Corogne en 1982. Ils se séparent en 2016.

## Biographie

### Années 1980–1990

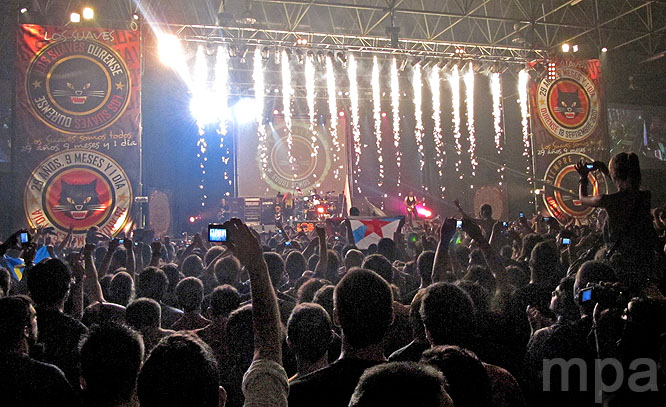
Concert du groupe, 29 años, 9 meses y 1 dia.

Le groupe est formé en 1979 à Orense par les frères Domínguez (Yosi, Charly et Javier) ; deux d'entre eux resteront au sein du groupe pendant la plus grande partie de son existence, Yosi et Charly. Ils commencent officiellement sur scène en 1981. 
À leurs débuts, leur style musical varie jusqu'à l'arrivée de Ramón Costoya (Moncho) et de Hermenegildo Alogo Mebuy (Hermes) aux guitares, et d'Ángel Barrio (Gelo) à la batterie. Ils se séparent pour la première fois en 1981, après avoir joué avec les Ramones à La Corogne ; avec un tel succès, ils réussissent à signer avec le label galicien indépendant Edigal, auquel ils sortent leurs deux premiers albums, intitulé Esta vida me va a matar en 1982, qui comprend des morceaux notables tels que Peligrosa María et Viene el tren ; et Frankenstein en 1984, plus tard réédités en format CD. Après le concert en soutien aux Ramones, le groupe commence à utiliser un chat en guise de logo, conçu dans la même veine que celui des Ramones qui, lui, représente un aigle. Au fil du temps, l'image du « chat des Suaves » devient une icône du rock national. Ils passent des moments difficiles jusqu'à atteindre le troisième album qui les lancent dans le succès - Ese día piensa en mí (1988), puis Suave es la noche (1989).
Le guitariste Hermes Alogo quitte Los Suaves, et est remplacé par Alberto Cereijo, qui apporte un son plus agressif à la guitare, ce qui conduit à une évolution musicale au sein des Suaves, coïncidant avec le tournant de la décennie. Ainsi sortent les albums Maldita sea mi suerte (1991) certifié disque d'or et Malas noticias (1993), disque enregistré avec une major.  L'album qui suit, Santa compaña (1994), remporte un disque de platine et de nombreux concerts. Cette tournée donne lieu à l'enregistrement de l'album live ¿Hay alguien ahí?, qui comprend deux disques enregistrés lors d'un concert à Santoña (Cantabria), et un troisième album composé de six chansons jouées en direct dans un studio devant un public restreint.
Une fois l'album San Francisco Express (1997) sorti, et après avoir soutenu le groupe argentin La Renga, lors de leur visite en Espagne l'année suivante, Los Suaves se rend en Argentine pour offrir quelques concerts en janvier 1999 en tant qu'invités de La Renga et Almafuerte. Cette même année, ils jouent en ouverture du concert des Rolling Stones, à Santiago de Compostela. Le groupe poursuit sa trajectoire avec les albums suivants Víspera de todos los Santos (2000), Un paso atrás en el tiempo (2002), Si yo fuera Dios (2003), El Jardín de las delicias (2005) et Adiós, adiós (2010).

### Années 2000–2010

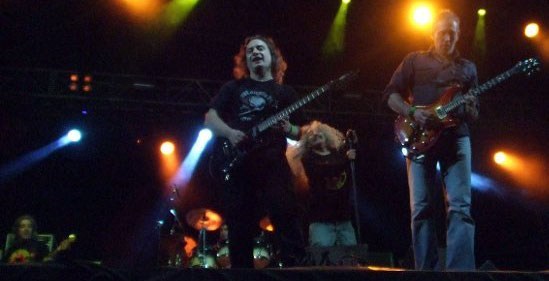
Los Suaves en 2010 au Festival en Vivo (Getafe).

Au tournant du 21e siècle, le groupe effectue des changements significatifs dans sa formation. Ramón « Moncho » Costoya avait annoncé son départ du groupe pour des raisons personnelles en 1998 ; il part officiellement en l'an 2000. Il est remplacé par Fernando Calvo,. En 2002 sort l'album Un paso atrás en el tiempo. En mai 2002, Tino Mojón succède à Angel Barrio (Gelo) à la batterie. Tino avait déjà collaboré avec le groupe depuis 1996. Lié au groupe en tant que musicien de studio dans les albums San Francisco Express (1997), Víspera de todos los Santos (2000) et Un paso atrás en el tiempo (2002), il endosse la batterie en live.
En février 2007, par le biais du site web personnel d'Alberto Cereijo, il est annoncé que cette année serait sa dernière tournée avec Los Suaves, malgré le fait que le groupe n'a pas envisagé de quitter la scène rock 'n' roll national. Aussi, en octobre 2007, Alberto Cereijo annonce renoncer à ses plans de quitter le groupe et décide avec Tino Mojón (batterie) de fusionner Los Suaves avec son nouveau groupe, appelé ECO. En effet, les premiers concerts d'ECO s'effectuent durant novembre et décembre 2007, en soutien aux Suaves.
Le 26 janvier 2010, presque cinq ans après la sortie de leur dernier album, Los Suaves publient leur onzième album studio, intitulé Adiós, adiós. Ils confirment en juin la même année l'enregistrement, le 18 septembre 2010 à Orense, d'un DVD live intitulé 29 años, 9 meses y 1 dia. Lors de la conférence de presse tenue pour la présentation de l'événement, le conseiller à la culture du conseil municipal d'Orense annonce la remise de la médaille d'or de la ville aux Suaves.
En 2016, leur dernier concert est annoncé dans la ville d'Ourense le 17 décembre la même année. Enfin, le concert d'adieu, baptisé du nom évocateur de La Música termina, est annulé, ainsi que la dernière partie de leur tournée, Yosi se remettant d'une chute lors du concert. Le 25 juillet 2016, le groupe reçoit la médaille d'or de Galice.

## Récompenses
Le groupe est récompensé à plusieurs reprises par la presse spécialisée comme le meilleur groupe live du pays : lors du Referendo Heavy Rock 1999, récompensé dans la catégorie du meilleur groupe de heavy en live en 2000 par le magazine Heavy Rock, et aux conférences de presse.

## Membres
- Yosi Domínguez - chant, guitare acoustique
- Alberto Cereijo - guitare solo
- Fernando Calvo - guitare rythmique
- Charly Domínguez - basse
- Tino Mojón - batterie

## Discographie

### Albums studio
- 1982 : Esta vida me va a matar
- 1984 : Frankenstein
- 1988 : Ese día piensa en mi
- 1991 : Maldita sea mi suerte
- 1993 : Malas noticias
- 1994 : Santa compaña
- 1997 : San Francisco Express
- 2000 : Víspera de todos los santos
- 2003 : Si yo fuera Dios
- 2005 : El Jardín de las delicias
- 2010 : Adiós, adiós

### Albums live
- 1989 : Suave es la noche
- 1995 : ¿Hay alguien ahí?
- 1995 : Lo mejor de ¿Hay alguien ahí?
- 1995 : Especial acústico CADENA 100
- 2013 : Gira de los mil conciertos